# Miguel Serrano Larraz
Miguel Serrano Larraz (Saragossa, 1977) és un escriptor, poeta, filòleg i traductor procedent de Saragossa. Està llicenciat en ciències físiques i en filologia hispànica i es va fer conèixer com a escriptor amb el llibre de relats "Órbita" (Editorial Candaya, 2009). També ha publicat tres novel·les: Un breve adelanto de las memorias de Manuel Troyano (Eclipsados, 2008), l'obra paròdica Los hombres que no ataban a las mujeres (1001 ediciones, 2010, firmada amb el pseudònim de Ste Arsson) i Autopsia (Candaya, 2013).
Els seus contes han estat inclosos en diverses antologies de narrativa breu: El viento dormido; nuevos prosistas de Aragón (Eclipsados, 2006, edición de Raúl García y Nacho Tajahuerce); Al final de pasillo (Comuniter, 2009, edició d'Octavio Gómez Millán); Pequeñas resistencias 5 (Páginas de Espuma, 2010, edició de Andrés Neuman); Siglo XXI. Los nuevos nombres del cuento español actual (Menoscuarto, 2010, edició de Gemma Pellicer y Fernando Valls) i Doppëlganger. Ocho relatos sobre el doble (Jekyll and Jill, 2011).

## Obres
Poesia
- Me aburro (Harakiri, 2006)
- La sección rítmica (Aqua, 2007)
- Insultus morbi primus (Lola Ediciones, 2011)

Narrativa
- Un breve adelanto de las memorias de Manuel Troyano (Eclipsados, 2008)
- Órbita (Candaya, 2009, llibre de contes).
- Autopsia (Candaya, 2013)